# Dreptes thomensis
Dreptes thomensis е вид птица от семейство Nectariniidae, единствен представител на род Dreptes. Видът е световно застрашен, със статут Уязвим.

## Разпространение
Видът е разпространен в Сао Томе и Принсипи.